# Doulos
Die Doulos ist ein ehemaliges Fracht- und Passagierschiff. Sie war bis 2010 das älteste noch fahrende Hochsee-Passagierschiff der Welt. Sie gehörte bis 2010 der christlich missionierenden Organisation Gute Bücher für Alle (heute Operation Mobilisation) und wurde als fahrender Buchladen verwendet. Im Laufe der Zeit fuhr sie unter den Namen Medina, Roma, Franca C und Doulos Phos. 2016 wurde das Schiff auf der indonesischen Insel Bintan an Land gesetzt und zum Hotel umgebaut.

## Geschichte

### Medina

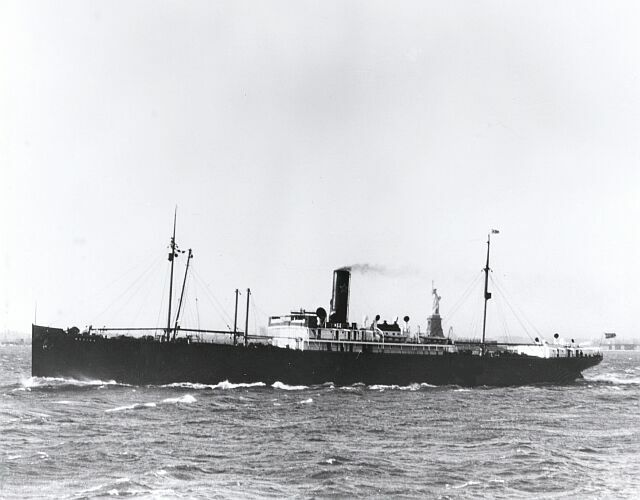
Medina auf der Jungfernfahrt

Die Medina wurde 1914 von der Newport News Shipbuilding and Dry Dock Company für die Mallory Steamship Company in den USA gebaut. Das Dampfschiff wurde nach einem Fluss in Texas benannt, ebenso ihr 1914 gebautes und 1918 vor Devon (England) nach Kollision gesunkenes Schwesterschiff, die Neches. Sie war ein Atlantikfrachter, der 1914 als eines der modernsten und größten Frachtschiffe der US-Ostküste galt. Während des Zweiten Weltkriegs diente sie der amerikanischen Küstenwache vor der Pazifikküste.

### Roma
Die panamaische Organisation Naviera San Miguel SA kaufte die Medina 1948, nannte das Schiff Roma und wandelte es in ein Passagierschiff mit Kabinen für 287 Passagiere und Schlafsälen für weitere 694 Personen um. Im katholischen Jubeljahr 1949/1950 unternahm die Roma vier Pilgerfahrten von Südamerika nach Europa. Anschließend wurde sie als Auswandererschiff nach Australien eingesetzt.

### Franca C.
Im Jahr 1952 verkaufte Naviera San Miguel die Roma an Linea Costa, ein italienisches Unternehmen. Zu dieser Zeit wurde die Roma von einem Dampfschiff zu einem Motorschiff umgebaut und, gemäß der Tradition bei Costa, die Schiffe nach einem Familienmitglied zu benennen, in Franca C. umbenannt. Mit einer Kapazität von über 900 Personen beförderte sie Passagiere zwischen Italien und Argentinien. 1959 wurde die Franca C. in ein Erste-Klasse-Kreuzfahrtschiff umgewandelt, das hauptsächlich im Mittelmeerraum fuhr. Später war sie eines der ersten Schiffe, die Kreuzfahrten nach Miami unternahm. 1970 erfolgte ein erneuter Wechsel des Hauptantriebs, ein FIAT V18-Zylinder für den Betrieb mit mittelschwerem Marinedieselöl.

### Doulos

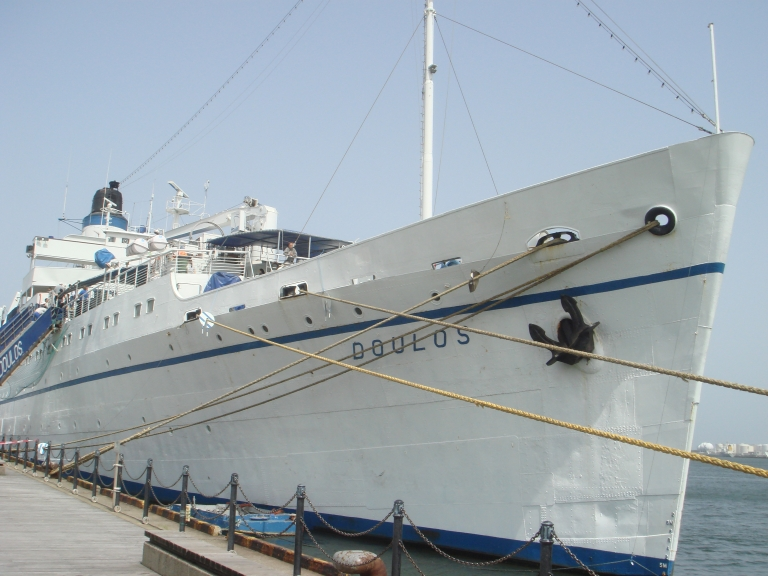
Die Doulos vertäut im Hafen (2007)

1977 übernahm die Missionsgesellschaft Operation Mobilisation (OM) Franca C. und benannte sie in Doulos um, nach dem griechischen Wort für „Diener, Sklave“. Als Betreiber wurde Gute Bücher für Alle (GBA) gegründet. Seither war die Doulos mit einer ehrenamtlichen Besatzung bemannt und besuchte als Buchladen Häfen auf der ganzen Welt. OM betreibt mit der Logos Hope inzwischen ein anderes Schiff mit gleicher Zielsetzung. Als Vorgänger der Logos Hope wurden nacheinander zwei weitere Schiffe (Logos und Logos II) betrieben.
Im August 1991 wurde bei einer Veranstaltung an der Western Mindanao State University in Zamboanga City, Philippinen, ein Anschlag auf Besatzungsmitglieder der Doulos verübt, bei dem Sofia Sigridsson aus Schweden und Karen Goldsworthy aus Neuseeland ihr Leben verloren sowie 32 weitere Personen zum Teil schwer verletzt wurden. Verantwortlich für den Anschlag war die Terrorgruppe Abu Sayyaf.
Von Mai bis November 1993 wurde die gesamte Elektrik der Doulos erneuert und von Gleichstrom auf Wechselstrom umgestellt. Dabei wurden über 70 km elektrische Kabel und über einhundert Gleichstrommotoren ersetzt. Für den Austausch der Generatoren wurde das Schiff ins Trockendock gebracht und die Bordwand unter der Wasserlinie geöffnet. Durch den Einsatz von rund 170 Freiwilligen sowie die kostenlose Nutzung der Werftanlagen und Erlass der Hafengebühren durch die Hafenverwaltung von Kapstadt blieben die Umbaukosten unter 1,5 Mio. US-Dollar.
Da die Doulos die ab 2010 verbindlich vorgeschriebenen verschärften SOLAS-Bedingungen nicht erfüllt, war der weitere Dienst über das Jahr 2009 hinaus in Frage gestellt. Um die Bestimmungen erfüllen zu können, hätte die historische Ausstattung aus Holz (die Kommandobrücke z. B. befindet sich mit Ausnahme des Steuerrads, das gegen einen modernen Fahrthebel ausgetauscht wurde, im Originalzustand von 1914) aus Brandschutzgründen ausgetauscht werden müssen. Der finanzielle Aufwand konnte vom Eigner nicht erbracht werden. Da die verschärften SOLAS-Bedingungen nur für Passagierschiffe mit mehr als 36 Passagieren gelten, wurde auf eine Möglichkeit für den weiteren Betrieb durch OM gehofft, indem die OM-Mitarbeiter an Bord nicht wie bisher als Passagiere, sondern nach der Absolvierung der erforderlichen Schulungen als Schiffsbesatzung eingestuft würden. Dies erwies sich jedoch unter anderem wegen der dennoch anfallenden finanziellen Aufwendungen von über 10 Mio. € als finanziell nicht tragbar.
Der Betrieb der Doulos wurde deshalb zum 31. Dezember 2009 eingestellt. Bereits zuvor wurde die „MV Doulos Preservation Campaign“ ins Leben gerufen, um die Doulos über das Jahr 2010 hinaus zu erhalten. Ziel war es, die Doulos in ein Hotel, ein Tourismuszentrum oder ein Museumsschiff umzuwandeln, oder als Super-Luxusyacht weiter zu betreiben. Dies galt lange Zeit als die einzige Möglichkeit, dass die Doulos ihren im Guinness-Buch der Rekorde eingetragenen Titel als „The world's oldest ocean going motor Passenger Liner“ behalten kann. Zwar wurde zwischenzeitlich erwogen, das Schiff in Indien verschrotten zu lassen, und am 4. Februar 2010 gab die Organisation OM die kommende Verschrottung des Schiffes in Indien bekannt.

### Doulos Phos

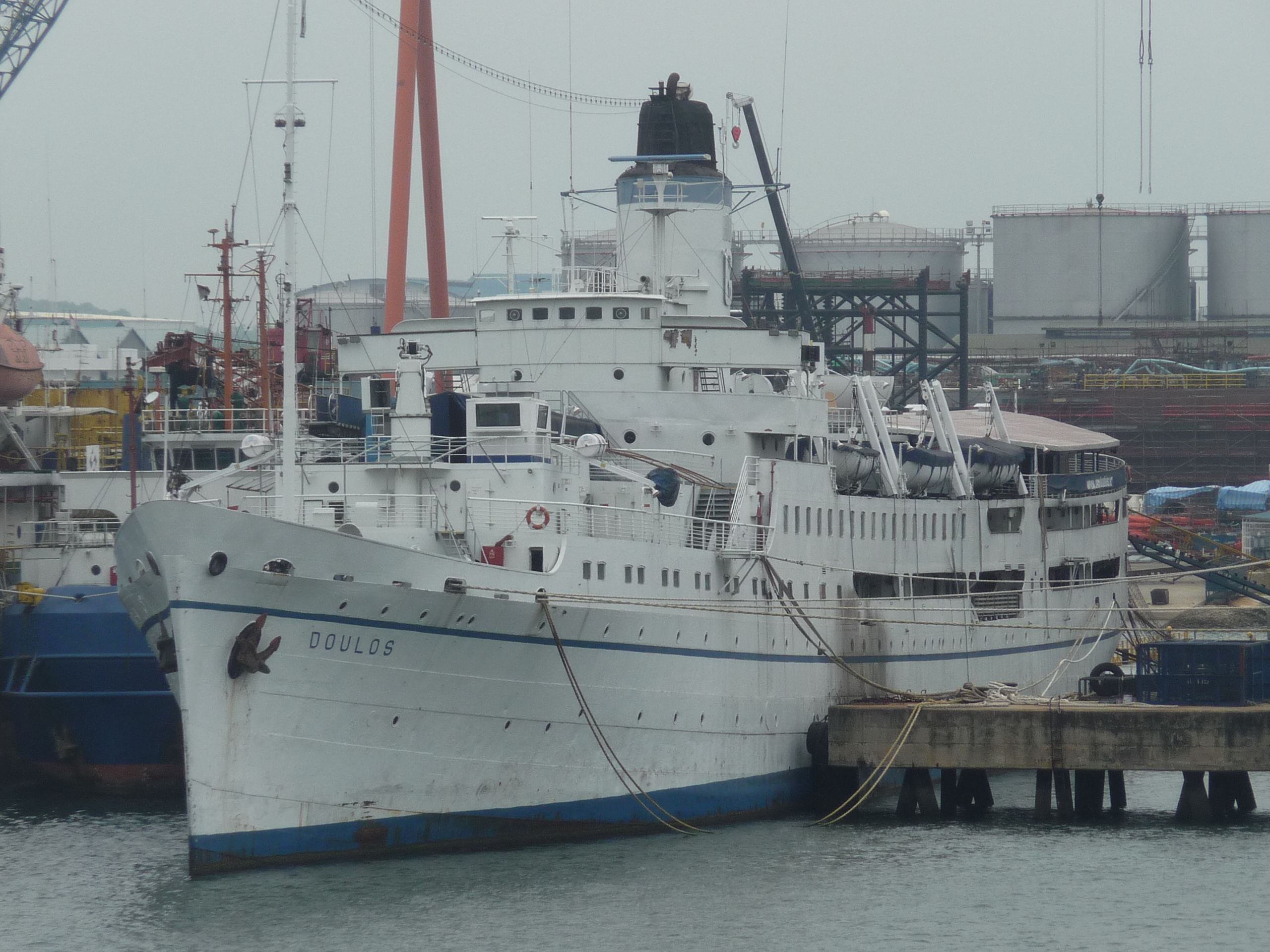
Als Doulos Phos in Singapur, Oktober 2012

Letztlich gelang jedoch, die Doulos an die in Singapur ansässige BizNaz Resources International Pte Ltd zu veräußern, welche sie als schwimmende Touristenattraktion im Singapurer Hafen verwenden will. Zu diesem Zweck wurde das Schiff in Doulos Phos (deutsch „Diener des Lichts“) umbenannt.

### Doulos
Im September 2013 erhielt das Schiff erneut den Namen Doulos.

## Technisches
- Energieversorgung: 3 Wechselstromgeneratoren 380 V/50 Hz, Antrieb durch 2 × Bergen KRG 6 (1125 kVA) und 1 × Bergen KRG 5 (750 kVA)
- Anzahl Decks: 8